# Alena Hönigová
Alena Hönigová (* 11. května 1976 Praha) je česká hráčka na cembalo, fortepiano a muzikoložka.

## Život
Studovala na AMU hru na cembalo u Giedré Lukšaité-Mrázkové a u Zuzany Růžičkové, generálbas u Václava Lukse (1995–1999). V letech 1999-2004 pokračovala ve studiu na jedné z nejvýznamnějších světových institucí pro interpretaci a výzkum tzv. starší hudby, na Schole cantorum basiliensis v Basileji (cembalo Andrea Marcon, fortepiano Edoardo Torbianelli, generálbas Gottfried Bach a Jesper Christensen). Své studium zakončila získáním sólového diplomu (Solistendiplom) a vědecko-praktickým projektem, věnovaným sbírce skladeb „Haschirim ascher lischl’lomo" od Salomona Rossiho. Tento projekt se stal později součástí nahrávky „‚The Song of Solomon’ and Instrumental Music“, Pan Classics, 2008, PC10214. Na Schole cantorum basiliensis působila od roku 2001 do roku 2009 také jako korepetitorka (nastudování diplomových koncertů, speciální projekty). V roce 2001 vyhrála se souborem La Vinciolina cenu festivalu Internationale Händel-Festspiele v Göttingenu. O rok později s flétnistkou Corinou Marti založila Ensemble Muscadin, který se specializoval na hudbu raného baroka.
Alena Hönigová je žádanou sólistkou i komorní hráčkou, vystoupila například ve Vile Medici v Římě, v Trojském zámečku v Praze, v Musikinstrumentenmuseum v Berlíně nebo v Tonhalle v Curychu. S francouzským Ensemble Cronexos procestovala Kolumbii, další turné a koncerty jí zavedly do Turecka (s Petrem Wagnerem), Lotyšska (sólový koncert a uvedení Röslerovy opery v koncertním sále GORS v Rezekne a v Rize) a Norska (se soubory Stavanger Barokk a Nivalis Barokk).
V letech 2004–2010 organizovala koncertní řadu v Leonhardskirche v Basileji, na kterou navázala cyklem raně romantické hudby v témže městě ve Wildt’sche Haus. Roku 2006 realizovala v Basileji premiéru opery Esther od Borise Yoffeho, zkomponovanou pro historické nástroje, kterou objednal mecenáš Gilbert Saada. V letech 2011–2015 vedla mezinárodní koncertní řadu barokní hudby v refektoriu dominikánského kláštera sv. Jiljí v Praze a v letech 2012–2018 byla ředitelkou mezinárodního festivalu Hudební léto v Jezeří, který prezentoval díla ze slavné hudební historie zámku a stal se dějištěm řady novodobých premiér, mezi nimi (roku 2013) opery J. J. Röslera Vrahem z pomsty ve vlastní zkrácené verzi, kterou nastudovala a jejíž provedení řídila. V tomto zaměření pokračuje jako umělecká vedoucí festivalu Květnovské hudební slavnosti (v Květnově a obci Blatno v okrese Chomutov, jejíž je částí), pořádaný od roku 2020 každoročně koncem srpna, na němž uvádí známé i méně známé skladby 17.–19. století a premiéry projektů, propojujících starou hudbu se současným uměním.
V roce 2022 měla premiéru produkce Vzpomínky na Stvoření, v níž hudbu J. Haydna z jeho oratoria Stvoření, upravenou pro čtyři smyčcové nástroje a basso continuo doplňuje básnický text Petra Koudelky (v témže roce též vyšla tiskem).
Alena Hönigová se dlouhodobě zabývá výzkumem života a díla Johanna Josepha Röslera, jehož výsledkem jsou realizace novodobých premiér jeho děl, několik notových edicí a CD nahrávek. Kromě toho iniciovala a realizovala projekt digitalizace rukopisů Röslerových skladeb v archivu Pražské konzervatoře, podpořený Grantovou agenturou UK. Jeho výsledky zveřejnila v databázi International Music Score Library Project / Petrucci Music Library (imslp.org). V roce 2022 publikovala Röslerovu monografii obsahující též edicí Röslerova tematického katalogu. Tento projekt sdílela s veřejností také prostřednictvím živých online-vysílání, na které navázala třídílným cyklem Pražští mozartisté a pořadem Franz Seraph Destouches, připravenými ve spolupráci s Michelem C. Ferrarim, uveřejněnými na You Tube v letech 2022–2023.
Alena Hönigová je též autorkou řady vysílání pro Český rozhlas/Vltava o barokní hudbě a hudebnících Lobkovické kapely. Nahrávky hudby, které iniciovala a na nichž spoluúčinkovala, zveřejnila ve vydavatelství staré hudby Koramant Records v Basileji, které sama založila (2011), ve vydavatelstvích Edition du Nopal (Francie), Pan Classics (Švýcarsko), Ars Musici (SRN) a také ve švýcarském a českém rozhlase.
V současné době (2023) ve spolupráci s básníkem a spisovatelem Petrem Koudelkou připravuje CD nahrávku a notovou edici Röslerových písní s českými překlady.
Pedagogické práci se Alena Hönigová věnovala na mistrovských kurzech ve Valticích (2013, 2014, 2016), v Želivě (2014) a Košicích (2014), v Rezekne v Lotyšsku (2015), v Seehausu v SRN (2017, 2019) a na konzervatoři v Teplicích (2018–2019).

## Dílo

### Monografie
- Johann Joseph Rösler (1771–1812). Silueta pražského skladatele ve světle jeho autografu doplněná komentovanou edicí Röslerova katalogu skladeb. Praha, MgA. Alena Hönigová, 2022, 352 s., ISBN 978-80-908465-1-7 (online vydání), ISMN 979-0-9004057-1-5 (online vydání), ISBN 978-80-908465-0-0 (tištěné vydání), ISMN 979-0-9004057-0-8 (tištěné vydání).

### Menší práce
- Rukopisy děl Johanna Josepha Röslera v archivu Pražské konzervatoře, Hudební věda 55, 2018, č. 3–4, s. 299–320.
- Heslo "Rösler, Johann Joseph" v digitálním Českém hudebním slovníku (2019)[2][3]
- Johann Joseph Röslers wiederentdecktes Klavierkonzert in Es-Dur. [Online]. [t]akte. Das Bärenreiter-Magazin, 1, 2018. [22.05.2023]. viz:[4]

Edice notových záznamů
- Rösler, Johann Joseph: Koncert č. 2 Es dur pro klavír a orchestr, Praha, Bärenreiter, 2018, [partitura a party].
- Rösler, Joseph: Koncert D dur pro klavír a orchestr, Praha, MgA. Alena Hönigová, 2018, [partitura a party].
- Rösler, Johann Joseph: Sinfonie C dur, Praha, Spolek pro zvelebení staré hudby v Čechách, 2018, [partitura a party].
- Rösler, Johann Joseph: Partity pro 2 klarinety, 2 lesní rohy a 2 fagoty. Praha, Vydavatelství a nakladatelství Český rozhlas, 2021, [partitura, party].
- Rösler, Johann Joseph:  Klaviersonate in A-Dur op. 11 = Piano Sonata in A major Op. 11. 1. Editoři Friedrich, Theodor a Hönigová, Alena, 1. vydání. Praha: Alena Hönigová, 2022, [partitura, 44 stran]. ISMN 979-0-9004041-4-5.
- Digitalizované rukopisy skladeb J. J. Röslera v archivu Pražské konzervatoře, Petrucci Music Library, International Music Score Library Project (IMSLP), [5]
- Fröhlich, Friedrich Theodor.  Klaviersonate in A-Dur op. 11 = Piano Sonata in A major Op. 11. 1. Alena, Hönigová, ed, 1. vydání. Praha: Alena Hönigová, 2022, [partitura, 44 stran]. ISMN 979-0-9004041-4-5.
- Haydn, Joseph a Koudelka, Petr: Vzpomínky na Stvoření, pro 2 housle, violu, violoncello, basso continuo ad libitum a recitátora, hudbu J. Haydna upravily Daila Dambrauska a Alena Hönigová, text P. Koudelka, Praha, MgA. Alena Hönigová, 2022.

Kompaktní disky
- Fröhlich, Friedrich Theodor: Klavierquartett d-moll, Klaviersonate A-Dur. Alena Hönigová, Fortepiano, Miki Takahashi, Violine, Daila Dambrauska, Viola, Ilze Grudule Violoncello, Basel, Koramant Reocrds, 2020, KR 11004.
- Rösler, Johann Joseph: Klavierkonzert Es-dur, Sinfonie C-dur.  Orchester Eisenberg, Dir. Jiří Sycha, Alena Hönigová, Fortepiano, Basel, Koramant Records, 2018, KR 11003.
- Jommelli, Niccolò: Kantaten. Barbara Kusa, Sopran, Lenka Torgersen, Cecílie Valter, Violine, Andreas Torgersen, Viola, Ilze Grudule, Violoncello, Alena Hönigová, Cembalo und Leitung, Basel, Koramant Records, 2014. KR 11002.
- Dussek, Jan Ladislav: Werke für Fortepiano. Alena Hönigová, Fortepiano Broadwood, Basel, Koramant Records, 2012. KR 11001.
- Rossi, Salomone: ‘The Song of Solomon’ and Instrumental Music. Ensemble Muscadin & Profeti Della Quinta, Pan Classics, Switzerland, 2008, PC10214.
- La primavera del barocco. Seicento in der Lombardei. Corina Marti, Flöten, Alena Hönigová, Cembalo, Orgel, Ars Musici / DRS2, 2006, AM 1406-2.
- Bach, J. S.:  BWV 1019, 1034, 910, 1030, 1017. [Flötensonaten]. Corina Marti, Flöten, Alena Hönigová, Cembalo, Orgel, Tore Eketorp, Viola da gamba, Paris, Editions du Nopal, 2007.

### Video-pořady
- Dusík v éteru / Dussek im Ether I. Johannes Gebauer, housle a video, Alena Hönigová, fortepiano. You Tube, 2021.
- Dusík v éteru / Dussek im Ether II. Johannes Gebauer, housle a video, Alena Hönigová, fortepiano. You Tube, 2021.
- Johann Joseph Rösler - Kapitoly z pražského hudebního života kolem roku 1800. Alena Hönigová, fortepiano, komentář a produkce. Vysíláno živě na You Tube 2021-2022 (10 dílů).
- Pražští mozartisté I. Alena Hönigová, fortepiano a video, Michele C. Ferrari, texty. You Tube, 2022.
- Pražští mozartisté II. Alena Hönigová, fortepiano a video, Michele C. Ferrari, texty. You Tube, 2022.
- Pražští mozartisté III. Alena Hönigová, fortepiano a video, Michele C. Ferrari, texty. You Tube, 2022.
- Franz Seraph Destouches. Michele C. Ferrari, téma a text, Alena Hönigová, fortepiano a video. You Tube, 2023.

### Rozhlasové pořady
Části cyklu rozhlasových pořadů Slovo o hudbě na ČRo Vltava:
Příběh lobkovické kapely. Historie hudbymilovného rodu a s ním spojené umělecké osobnosti
- Příběh lobkovické kapely. Josef František Maxmilian.
- Příběh lobkovické kapely. Antonín a Pavel Vraničtí.
- Příběh lobkovické kapely. Antonín Casimir Cartellieri.
- Příběh lobkovické kapely. Ján Jozef Rösler.
- Příběh lobkovické kapely. Vzdálené milé.

Vestiva e colli aneb Umění zdobit
- O zajímavostech renesanční a barokní hudby hovoří Alena Hönigová (1/2).
- Putování jedné melodie barokní Evropou.
- O zajímavostech renesanční a barokní hudby hovoří Alena Hönigová (2/2).

Posluchárna Aleny Hönigové
- Salomone Rossis
- Mozartova Kouzelná flétna.